# Anomiopus caputipilus
Anomiopus caputipilus là một loài bọ cánh cứng trong họ Bọ hung (Scarabaeidae).